# Orde van de Ster van de Revolutie
De Orde van de Ster van de Revolutie is een op 3 november 1953 ingestelde onderscheiding waarmee Myanmar de vrijheidsstrijders tijdens de onafhankelijkheidsstrijd eert. Men onderscheidt in deze strijd drie perioden.
- 8 januari tot 26 juli 1942
- 27 juli 1942 tot 26 maart 1945,
- 27 maart tot 15 augustus 1945

Zij die in alle drie de perioden actief waren werden met de Ie Klasse van deze orde gedecoreerd.
Zij die in twee van de drie de perioden actief waren werden met de IIe Klasse van deze orde gedecoreerd.
Zij die in een van de drie de perioden actief waren werden met de IIIe Klasse van deze orde gedecoreerd.
De onderscheiding is een van de weinige erfelijke ridderorden. De kinderen en nakomelingen van de gedecoreerde vrijheidsstrijders zijn ook gerechtigd om de ster te dragen. Op 24 november 1984 werd de laatste ster uitgereikt.

## Het kleinood
Het versiersel is een vijfpuntige gouden ster met daarop een kleinere, eveneens vijfpuntige, gouden ster. Het centrale medaillon toont een pauw met een blauwgevederde uitgespreide staart. Daaronder staat, in het Birmees, het woord "VRIJHEID". Men draagt de ster op de borst.
De drie graden verschillen alleen aan de achterzijde. 
De baton is blauw met een smalle gele, groene en rode streep. De baton is gelijk aan die van de Birmese onderscheiding "A Ye Daw Bon Tazeit".